# ألفارو سيزا

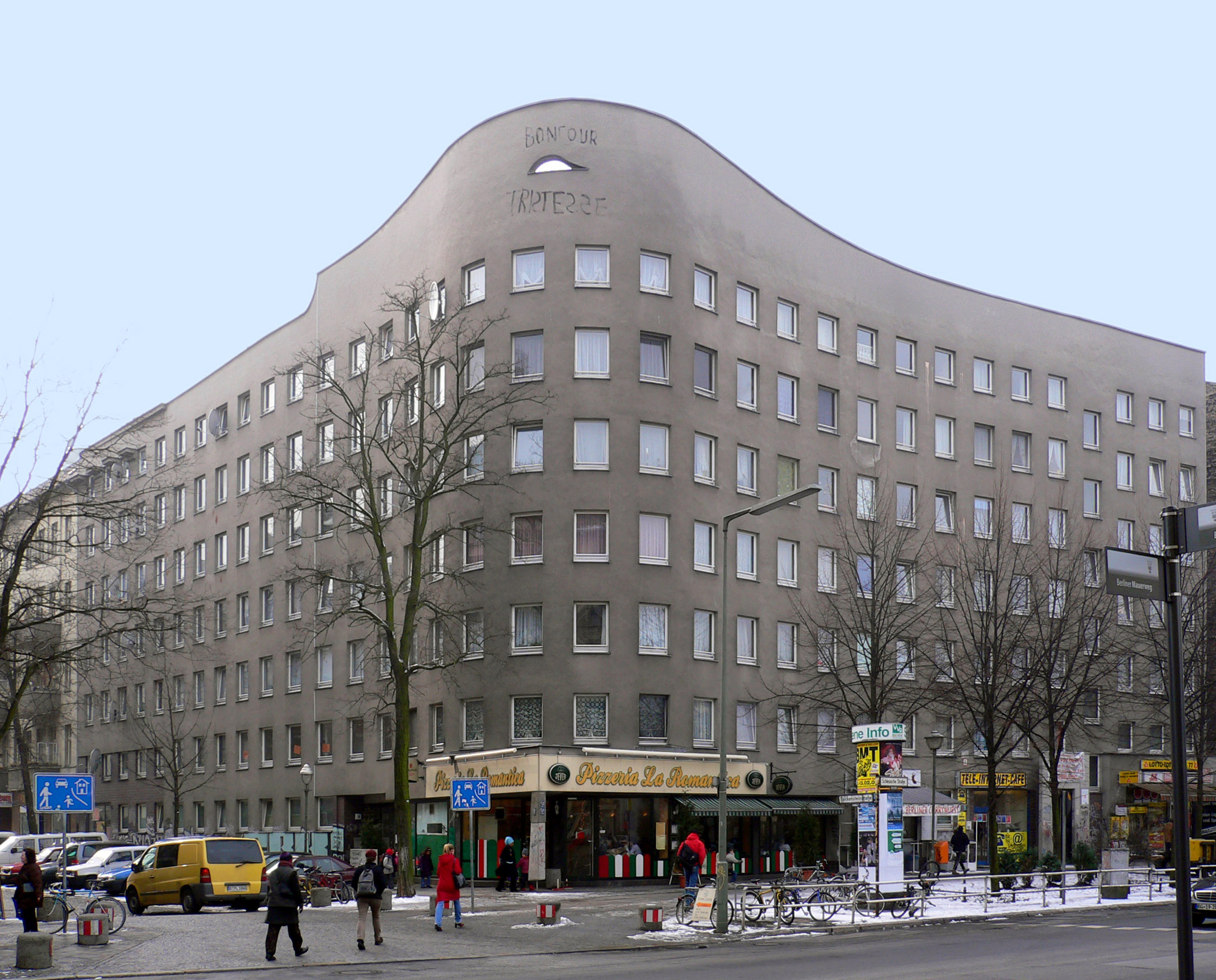
إحدى أعمال ألفارو سيزا في برلين.

ألفارو سيزا فييرا (بالبرتغالية: Álvaro Siza Vieira) من أشهر المعماريين من مواليد 25 حزيران 1933 البرتغال.

## حياته
سيزا واسمه الكامل ألفارو جيواكيم دي ميو سيزا فييرا ولد في 25 حزيران عام 1933 بمدينة ساحلية صغيرة تقع على منطقة جبلية في شمال البرتغال وتسمى ماتوسينوس. يقال بان كل قمة في هذه المنطقة يكون المحيط الأطلسي فيها هو خط الافق وتقع ماتوسينوس بالقرب من مدينة بورتو وهي ميناء بحري مهم تم بنائه على أرض أو مستوطنة رومانية قديمة اسمها بورتو كول الذي منه اشتق اسم مدينة البرتغال -بورتو جال-.
درس سيزا الهندسة المعمارية في جامعة بورتو بين عامي 1949 و1955 وأكمل خلالها انهاء أول مشروع له مبني على أرض الواقع وهو عبارة عن مجمع ل4 منازل في ماتوسينوس. وحتى قبل أنهاء دراسته قام عام 1954 بدا بالتدريب الخاص في بورتو.
في السنوات التالية لدراسته نال سيزا على العديد من الميداليات الذهبية والتكريمات من عدد كبير من المؤسسات والمراكز الاجتماعية في أوروبا. حصل أيضا على ترشيحات لنيل أعلى مرتبة شرف للأعمال المعمارية من مؤسسة ميس فان دي رو والتي تعتبر أقوى مؤسسة في أوروبا وكذلك من الشركة الاقتصادية الأوروبية والتي تعتبر أيضا شركة مقاربة في مستواها لمؤسسة فان دي رو وهاتين الشركتين هم الأفضل على مستوى أوروبا اما على مستوى العالم طبعا جائزة البريتزكر.
في عام 1988 في الولايات المتحدة قامت جامعة هارفارد للتصميم بترشيح مشروع سيزا لنيل جائزة الأمير ويلز وهو مشروع اسكان في ايفورا في البرتغال. في عام 1977 حصلت ثورة في البرتغال فقامت حكومة ايفورا بتكليف سيزا للقيام بعمل مشروع اسكان في الحدود البعيدة والمناطق الريفية بحيث يحتوي على 1200 وحدة سكنية كل وحدة لعائلة مفردة بعضها طابق وبعضها طابقين بشرط ان تكون بتكاليف منخفضة وكلها تحتوي على الحديقة الداخلية أو التجويف المسمى -كورت يارد- هو أمر أساسي لمنازل الأوروبين.
تتراوح أعمال سيزا ما بين عمل برك سباحة وتعديلات كبيرة للمساكن والبيوت وكذلك مكاتب العمل والمحلات والمطاعم والمجمعات السكنية كذلك المعارض الفنية والمتاحف وكل أنواع المباني المقاربة. بمعنى انه لم يبن مركز تجاري أو مطار أو ما شابه من المشاريع الضخمة ولم يقم بأعمال داخلية أو صغيرة لكن في حدود أنواع المباني المذكورة لكن الأهم من الحجم انه كان يتقن كل مشروع يكلف به مهما كانت الشروط.

## أعماله
1. بنك بورخيس وارماو/ فيلا دو كوند/ البرتغال.
2. بيت الشاي بوا نوفا/ ليسا/ دي باليميرا/ البرتغال.
3. روضة أو حضانة جواو دي ديوس/ بينافييل/ البرتغال.
4. مشروع اسكان "كوينتا دا مالاغيو-ويريا"/ ايفورا/ البرتغال.
5. إسكان سكليسيشيس تور/ برلين/ ألمانيا أو إسكان Schlesisches Tor.

## روابط خارجية
- ألفارو سيزا على موقع الموسوعة البريطانية (الإنجليزية)
- ألفارو سيزا على موقع مونزينجر (الألمانية)